# Mark Nichols
Mark Nichols (n. 1 ianuarie 1980, Labrador City⁠(d), Newfoundland, Canada) este un jucător de curl ce a reprezentat Canada, medaliat olimpic. A participat la 2 ediții ale Jocurilor Olimpice (2006, 2022) în care a câștigat o medalie de aur.